# Cyclocross-Weltmeisterschaften 1987
Die Cyclocross-Weltmeisterschaften 1987 wurden am 24. und 25. Januar in Mladá Boleslav in der Tschechoslowakei ausgetragen. Schauplatz war ein Terrain nördlich der Stadt.

## Ergebnisse

### Profis
| Platz | Land        | Sportler            |
| ----- | ----------- | ------------------- |
| 1     | Deutschland | Klaus-Peter Thaler  |
| 2     | Belgien     | Danny De Bie        |
| 3     | Frankreich  | Christophe Lavainne |

### Amateure
| Platz | Land             | Sportler          |
| ----- | ---------------- | ----------------- |
| 1     | Deutschland      | Mike Kluge        |
| 2     | Tschechoslowakei | František Klouček |
| 3     | Tschechoslowakei | Roman Kreuziger   |

### Junioren
| Platz | Land             | Sportler      |
| ----- | ---------------- | ------------- |
| 1     | Belgien          | Marc Janssens |
| 2     | Deutschland      | Ralph Berner  |
| 3     | Tschechoslowakei | Tomáš Port    |